# Лудолф III фон Вунсторф
Лудолф III фон Вунсторф (на немски: Ludolf III von Wunstorf; * ок. 1326; † сл. 11 декември 1391) е граф на Вунсторф.
Той е син на граф Йохан II фон Роден, Вунсторф и Лауенроде († 4 април 1334) и втората му съпруга Валбург фон Росдорф († 7 август 1358), дъщеря на Лудвиг фон Росдорф, господар на Берг Хардегсен († 1296) и Гизела фон Аденойс († сл. 1300).
През 1446 г. графовете на Вунсторф продават графството си на епископа на Хилдесхайм.

## Фамилия
Лудолф III фон Вунсторф се жени пр. 1342 г. за Агнес фон Олденбург (* ок. 1340; † сл. 1342), дъщеря на граф Конрад I фон Олденбург († 1347) и графиня Ингеборг фон Холщайн-Пльон-Зегебург († 1343). Те имат две дъщери:
- Валбург († сл. 21 март 1403), омъжена пр. 30 юли 1377 г. за граф Мориц III фон Шпигелберг († сл. 1421), син на граф Йохан I фон Шпигелберг († 1368/1370) и Хезека (Хедвиг) фон Хомбург († 1356)
- Гизела († сл. 1373), абатиса на Басум

Лудолф III фон Вунсторф се жени втори път сл. 1377 г. за Рихца фон Хомбург-Еверщайн, дъщеря на граф Ото X фон Еверщайн († 1373) и Агнес фон Хомбург. Те имат децата:
- Юлиус фон Вунсторф († сл. 1463), граф на Вунсторф цу Винценбург, женен на 10 юни 1408 г. за Юта фон Дипхолц, дъщеря на Йохан II фон Дипхолц († 1422) и Кунигунда фон Олденбург
- Йохан IV († 1401), граф на Роден и Вунсторф
- Агнес фон Роден, омъжена пр. 1380 г. за Конрад II фон Шпигел-Дезенберг († сл. 1394), син на Лудолф фон Шпигел-Дезенберг († сл. 1351) и Юта фон Швайнсберг